# Philadelphia Rockets
Die Philadelphia Rockets waren ein US-amerikanisches Eishockeyfranchise der American Hockey League aus Philadelphia, Pennsylvania. Die Spielstätte der Rockets war die Philadelphia Arena.

## Geschichte
Nachdem die New York Rangers aus der National Hockey League im Jahr 1941 ihre Zusammenarbeit mit den Philadelphia Ramblers aus der American Hockey League beendet hatten, änderten diese ihren Namen in Philadelphia Rockets um. In ihrer ersten Spielzeit in der AHL erreichten die Rockets nur 26 Punkte aus 56 Spielen und das Franchise wurde vorübergehend aufgelöst. Die Lücke, die die Rockets in Philadelphia hinterließen, wurde anschließend von den Philadelphia Falcons gefüllt, die von 1942 bis 1946 in der Eastern Hockey League aktiv waren. Als die Rockets in der Saison 1946/47 wieder den Spielbetrieb aufnahmen verpassten sie erneut deutlich die Playoffs und gewannen nur 17 Punkte in 64 Spielen, was eine der schlechtesten Spielzeiten eines AHL-Franchise überhaupt darstellte. Auch in den folgenden beiden Jahren wurden die Playoffs nicht erreicht, so dass das Franchise 1949 endgültig aufgelöst wurde. 

## Saisonstatistik
Abkürzungen: GP = Spiele, W = Siege, L = Niederlagen, T = Unentschieden, OTL = Niederlagen nach Overtime SOL = Niederlagen nach Shootout, Pts = Punkte, GF = Erzielte Tore, GA = Gegentore, PIM = Strafminuten
| Saison  | GP | W  | L  | T | OTL | SOL | Pts | GF  | GA  | Platz    | Playoffs           |
| 1941–42 | 56 | 11 | 41 | 4 | —   | —   | 26  | 157 | 254 | 5., East | nicht qualifiziert |
| 1946–47 | 64 | 5  | 52 | 7 | —   | —   | 17  | 188 | 400 | 5., East | nicht qualifiziert |
| 1947–48 | 68 | 22 | 41 | 5 | —   | —   | 49  | 260 | 331 | 4., East | nicht qualifiziert |
| 1948–49 | 68 | 15 | 48 | 5 | —   | —   | 35  | 230 | 407 | 5., East | nicht qualifiziert |

## Team-Rekorde

### Karriererekorde
Spiele: 188  Phil Hergesheimer
Tore: 128  Phil Hergesheimer
Assists: 171  Wally Stefaniw
Punkte: 231  Phil Hergesheimer
Strafminuten: 236  George DeFelice